# Producția de cafea în Sri Lanka

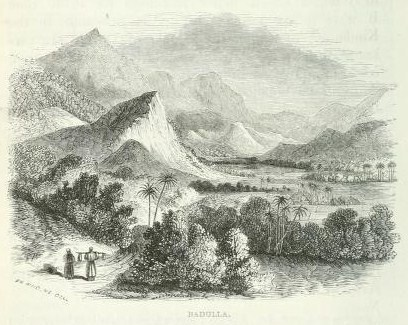
Gravură din cartea Ceylon, Physical, Historical and Topographical, intitulată „The Coffee Regions. Badulla”

Producția de cafea în Sri Lanka (fostul Ceylon) a atins apogeul în 1870, când era cultivată o suprafață de peste 111.400 hectare (275.000 de acri). Olandezii au experimentat cultivarea cafelei pe insulă în secolul al XVIII-lea, dar ea nu a avut succes până când britanicii au început producția comercială pe scară largă în urma reformelor instituite de Comisia Colebrooke–Cameron în 1833. Prin 1860, Ceylonul era una dintre principalele țări producătoare de cafea din lume. Deși producția de cafea rămâne o sursă importantă de venituri a țării, ea nu mai este o ramură economică principală. În 2014, Sri Lanka s-a clasat pe locul 43 în topul celor mai mari producători de cafea din lume.

## Istorie
Primii arbori de cafea arabica au fost aduși în Ceylon probabil din Yemen prin India de către pelerinii musulmani în secolul al XVII-lea. Cu toate acestea, singalezii nu știau să folosească fructele în prepararea unei băuturi. Ei au folosit doar frunzele tinere în mâncăruri și florile ca ofrande în templele lor.
Prima încercare de cultivare sistematică a arborilor de cafea a fost realizată de către olandezi în anul 1740. Ea a fost inițiată de către guvernatorul insulei, baronul van Imhoff, și de succesorii săi: van Gollenesse și Loten. Cu toate acestea, aceasta a fost restrânsă la terenurile joase și a avut în general puțin succes, cu niveluri scăzute de producție. Producția a fost, de asemenea, restricționată de către Dutch East India Company care nu a vrut ca plantațiile din Ceylonul să concureze cu plantațiile ei de cafea din insula Java. Prin anul 1762, producția anuală de cafea era de numai 100.000 de livre.
Britanicii, care au ajuns pe insulă în 1796 și au preluat controlul insulei în 1815, au continuat să facă experimente pentru înființarea unor plantații de cafea. Aceste încercări, organizate în special în zonele de coastă din jurul orașului Galle, nu au avut succes din cauza faptului că acea zonă era nepotrivită pentru cultivarea cafelei. Prima persoană care a reușit să producă cafea la scară comercială a fost George Bird, care a înființat o plantație de cafea în Singhapitiya. Edward Barnes, care a devenit guvernator al Ceylonului în 1824, a înființat o altă plantație în Gannoruwa în 1825 (care face parte acum din Grădina Botanică Regală Peradeniya). Mai mulți alți oficiali ai guvernului au înființat apoi plantații de cafea în regiune. Singurul locuitor nativ care a produs cafea la scară comercială a fost Jeronis de Soysa, iar aproximativ un sfert din producția totală a fost realizată pe micile plantații ale agricultorilor locali. Cele mai multe dintre aceste asociații nu au avut succes pe plan economic, din cauza mai multor factori precum terenurile nepotrivite din zonele de șes, concurența producătorilor din Indiile de Vest, lipsa cunoștințelor de specialitate și infrastructura deficitară. Prima plantație din zona montană Kandyan a fost înființată în 1827 , care s-a extins, câțiva ani mai târziu, în multe alte zone din țară, devenind profitabilă.
La inițiativa administrației coloniale britanice, au început să se înființeze tot mai multe plantații de cafea în Sri Lanka în anii 1830. Producția de cafea din Sri Lanka și exportul au prosperat atunci când Indiile de Vest a abolit sclavia, ceea ce i-a afectat producția de cafea. Expansiunea producției a continuat atunci când guvernul britanic din Sri Lanka a vândut terenurile pe care le obținuse de la regii din Kandyan. În jurul anului 1830 a fost adusă aici o forță de muncă de origine tamilă din India de Sud. În perioada 1830-1850 producția de cafea a contribuit la dezvoltarea țării și la formarea unei societăți capitaliste. Bank of Ceylon a susținut economic dezvoltarea plantațiilor de cafea, ceea ce a dus la dezvoltarea infrastructurii în regiunea Kandyan. În perioada de depresiune economică mondială din 1846, producția a scăzut, au avut loc conflicte și s-au impus taxe pentru a compensa pierderile de economie datorate scăderii prețului cafelei. Introducerea recrutării muncitorilor pentru serviciul militar obligatoriu în 1848 a provocat o revoltă, care a fost înăbușită ulterior. Cu toate acestea, plantațiile de cafea au transformat Sri Lanka; aproape o treime din plantații erau deținute de localnici. Ca urmare a cererii mari și a prețurilor ridicate de pe piața europeană, plantațiile de cafea s-au extins. Investitorii străini s-au îmbulzit să vină în Ceylon și aproximativ 100.000 ha de pădure au fost defrișate pentru a face loc plantațiilor de cafea. Termenul „goana după cafea” a fost inventat pentru a descrie această situație ce evolua rapid în anul 1840. Prin 1860, Sri Lanka, Brazilia și Indonezia erau cele mai mari trei țări producătoare de cafea din lume.
În 1869, industria cafelei era încă înfloritoare în Ceylon, dar la scurt timp după aceea plantațiile de cafea au fost devastate de boala fungică Hemileia vastatrix, cunoscută, de asemenea, sub numele de rugina cafelei, care a afectat nu numai Sri Lanka, ci și alte zone din Asia în următorii 20 de ani. Producătorii au poreclit boala „Devastatoarea Emily”. Producția a scăzut rapid, iar plantațiile de cafea (care mai însumau prin 1900 doar o suprafață de 11.392 de acri (46 km2)) au fost înlocuite cu plantații de ceai.

## Producție
Potrivit statisticilor Organizației pentru Alimentație și Agricultură pentru anul 2013, producția de cafea a fost de 5.570 de tone pe o suprafață cultivată de 8.740 de hectare (21.600 de acri) cu o rată de randament de 6.373 hectograme la hectar. În perioada 1961- 2013 cea mai mare producție a fost de 25.575 de tone în anul 1967, iar cea mai mică a fost de 4.109 tone în 1988. În 2013 Sri Lanka se afla pe locul 48 în topul celor mai mari producători de cafea din lume.

## Renașterea producției
Producția de cafea în Sri Lanka dă semne de revigorare. Utilizarea boabelor locale de înaltă calitate pentru servirea cafelei a crescut din 2014, iar mai multe cafenele și restaurante din Colombo și din alte orașe ale țării se aprovizionează cu boabe de cafea de la fermierii locali, renunțând la boabele de cafea din import.